# Zoran Korach
Zoran Korach (Minnesota, 29 aprile 1986) è un attore statunitense.
È noto soprattutto per il ruolo di Goomer nella sitcom di Nickelodeon, Sam & Cat.
Zoran ha fatto apparizioni in altri programmi televisivi abbastanza popolari come Bones, True Blood, NCIS: Los Angeles, Gotham e Graceland.

## Filmografia parziale

### Televisione
- Il tempo della nostra vita (Days of Our Lives) - soap opera (2003)
- The Unit - serie TV (2006)
- Southland - serie TV (2011)
- Chuck - serie TV (2011)
- NCIS: Los Angeles - serie TV, episodio 3x01 (2011)
- True Blood - serie TV, episodio 5x01 (2012)
- Perception - serie TV, episodio 1x02 (2012)
- Bones - serie TV, episodio 8x11 (2013)
- Shameless - serie TV, episodio 3x3 (2013)
- Justified - serie TV, episodio 4x13 (2013)
- Graceland - serie TV, episodio 1x01 (2013)
- Sam & Cat - serie TV (2013–2014)
- NCIS - Unità anticrimine (NCIS) - serie TV (2014)
- Scorpion - serie TV (2014)
- The Millers - serie TV (2015)
- Gotham - serie TV (2017)
- Henry Danger - serie TV (2017–2019)
- Weird City - serie TV (2019)
- Danger Force - serie TV (2020)

## Doppiatori italiani
Nelle versioni in italiano delle opere in cui ha recitato, Zoran Korach è stato doppiato da:
- Fabio Boccanera in Perception
- Luca Bottale in Sam & Cat, Henry Danger, Danger Force
- Dimitri Winter in NCIS: Los Angeles